# جرامقة
جرامقة وهم إحدى الشعوب التي تواجدت في شمال العراق أثناء العصور الوسطى. كان الجرامقة من المسيحيين السريان. يعتقد أن تسميتهم تعود إلى منطقة بيث جرمايي أو باجرمي أي بيت العظام في السريانية وألتي قرب كركوك حالياً. تكلم المؤرخين عن الجرامقة عن كونهم قوم سكن في الموصل وأطرافها. واختلف في أصلهم فمنهم من نسبهم للفرس، أما المسعودي في كتابة التنبيه والأشراف نسبهم إلى الكلدان ألذين حكموا بابل والمنطقة في القرن السابع والسادس قبل الميلاد. كما ذكر صاعد الأندلسي في كتابه طبقات الأمم أن الجرامقة من الكلدان ويتكلمون السريانية.